# Lonchodes flavicornis
Lonchodes flavicornis är en insektsart som beskrevs av Frederick Bates 1865.
Lonchodes flavicornis ingår i släktet Lonchodes och familjen Phasmatidae. Inga underarter finns listade i Catalogue of Life.